# 第三紀 (トールキン)
第三紀（だいさんき、Third Age; TA）は、J・R・R・トールキンの小説『指輪物語』及び『シルマリルの物語』の世界に出てくる架空の歴史の時代区分の一つである。『ホビットの冒険』や『指輪物語』は第三紀の物語である。

## 諸王国の興亡
第三紀は、ヌーメノールの没落の後、ギル＝ガラドとエレンディルの「最後の同盟」軍に敗れたサウロンが肉体を失って始まる。しかしエレンディルの息子イシルドゥアが冥王の力の源、一つの指輪を破壊しなかったため、サウロンが完全に滅びることはなかった。そのため自由の民の上から影が完全に払拭されはしなかったのである。
西方から流れ着いたドゥーネダインの王国のうち、北方のアルノールは弱体化の末、分裂して滅亡してしまった。だが王家の血筋を引くものは生き残り、荒野をさすらう「野伏」にその身をやつして、陰ながら悪の勢力に対抗を続けた。
南方王国ゴンドールは、一時はおおいに栄えた。しかし冥王の配下である指輪の幽鬼が活動を再開し、城砦「月の出の塔」ミナス・イシルを奪って「呪魔の塔」ミナス・モルグルへと変えてしまった。王都オスギリアスは壊滅し、ゴンドールは「日の没りの塔」ミナス・アノールを改名しすなわち「守護の塔」ミナス・ティリスを新たな首都としてこれに立ち向かった。だが無謀にも単身でモルグルに挑んだエアルヌアを最後として王の血筋は絶え、ゴンドールの統治は執政の一族に託されることになった。それでも、北の騎馬民族に領土の一部を割譲することで同盟国ローハンが誕生し、ゴンドールはなおも持ちこたえた。
一方、冥王サウロンは闇の森のドル・グルドゥアで力を回復させつつあった。その正体を見抜いたガンダルフは、サルマンらと協力してかれを追い出すことに成功したが時すでに遅く、冥王は古巣のモルドールに戻ると、暗黒の塔バラド＝ドゥーアを再建してさらに勢力を強めた。

## 指輪戦争
だが、自由の民であれ闇の陣営であれ誰ひとり知らない間に、イシルドゥアの死とともに失われていた一つの指輪は、すでに見出されていた。ゴクリは川から拾い上げられた指輪を手に入れたのち、山の下の暗闇に引きこもり長い間外界との関係を絶っていたが、『ホビットの冒険』にてビルボ・バギンズの手に渡ったことで一つの指輪は再び日の目を見た。かれは単なる「透明になれる魔力を持った便利な道具」としか認識していなかったが、後になってその危険性を悟ったガンダルフに説得され、甥のフロド・バギンズに指輪を譲り渡した。
フロドは一つの指輪を滅ぼすため、指輪の仲間とともに9人で旅に出た。冥王の側も指輪を取り戻すべく、9人の「黒の乗り手」をはじめとする配下を放ってその行方を捜した。さらに白の魔法使いサルマンまでもが、野心に取り憑かれて独自に活動を開始した。ガンダルフは深淵に姿を消し、ボロミアは戦死して指輪の仲間は離散してしまう。フロドはサムとふたりでモルドールを目指すことになった。
アラゴルンは敢えてフロドの追跡を断念し、サルマンの配下にさらわれたメリーとピピンの救出に向かった。蘇ったガンダルフの助力を得て、かれらはローハンを蝕んでいたサルマンを打倒し、さらに対冥王の最前線ゴンドールにはせ参じた。ペレンノール野の合戦でからくも敵軍を撃退したかれらは、その勢いでモルドールへと討って出る。しかしそれは、敵地に潜入しているフロドからサウロンの眼をそらすための大掛かりなおとりであった。
フロドは火の山オロドルインに到達したところでついに指輪の魔力に屈してしまうが、ゴクリが結果的に助ける形になって一つの指輪を火口に放り込み、破壊した。これにより冥王サウロンは完全に凋落し、不死身の魔物たちは地上から一掃された。しかしそれは同時に、永遠の美を備えたエルフたちもまた中つ国を去ることも意味していた。
第三紀は全部で3021年続いた。アラゴルンが再統一王国の王位につき、指輪所持者たちが、中つ国をはなれ、西方へ立ち去ったことで第四紀が始まる。